# 条瓣舌唇兰
条瓣舌唇兰（学名：Platanthera stenantha）为兰科舌唇兰属下的一个种。

## 扩展阅读
- 維基物種上的相關：条瓣舌唇兰